# Iguana iguana insularis
La Iguana cornuda de las Granadinas (Iguana Iguana insularis) es una subespecie de la iguana verde, endémica de la Granada y de las Islas Granadinas, las cuales incluyen a Bequia, en San Vicente y las Granadinas.

## Descripción
Los individuos juveniles llegan a medir de 12.8 cm a 13.5 cm de longitud de hocico a cloaca. Al ser juveniles, carecen de algunos detalles específicos de los adultos.
Está subespecie de iguana endémica de las Granadinas, se caracteriza por la siguiente asociación de características en adultos en comparación con las iguanas de Santa Lucía (I. i. sanctaluciae), subespecie descrita en el mismo artículo:
- En la mayoría de los ejemplares adultos mayores (tanto machos como hembras), la coloración verde típica de la iguana y las bandas negras se desvanecen. Las iguanas cornudas de las Granadinas empiezan a tomar un color crema claro casi uniforme a casi blanco, a excepción en el extremo posterior de la cola, donde persiste el patrón típico de bandas de color negro;
- En los ejemplares adultos mayores, la cabeza es casi de color crema claro a blanco;
- La papada es predominantemente blanca pero puede tener algunas escamas negras;
- No hay márgenes negros en la placa subtimpánica y en las escamas sublabiales;
- El hocico cuenta con 2 a 5 protuberancias conocidas como "cuernos" de mediano tamaño (generalmente 3 o 4) y de 2 a 6 cuernos laterales menos desarrollados a cada lado;
- Los cuernos pueden o no permanecer  de color negro durante toda la vida del animal;
- Hay escamas de color amarillo claro en la cabeza y en la papada en adultos mayores;
- Las puntas de las púas dorsales de los adultos maduros durante la época de apareamiento son de color amarillo claro a naranja claro;
- La parte anterior de la papada es redondeada.